# Système de référence terminologique de l'ONU
Le Système de référence terminologique de l'ONU (UNTERM) est une banque de terminologie de l'ONU dans les six langues officielles de l'ONU : anglais, français, espagnol, russe, chinois et arabe. Elle comporte environ 80 000 entrées.